# Pieter van Bloemen

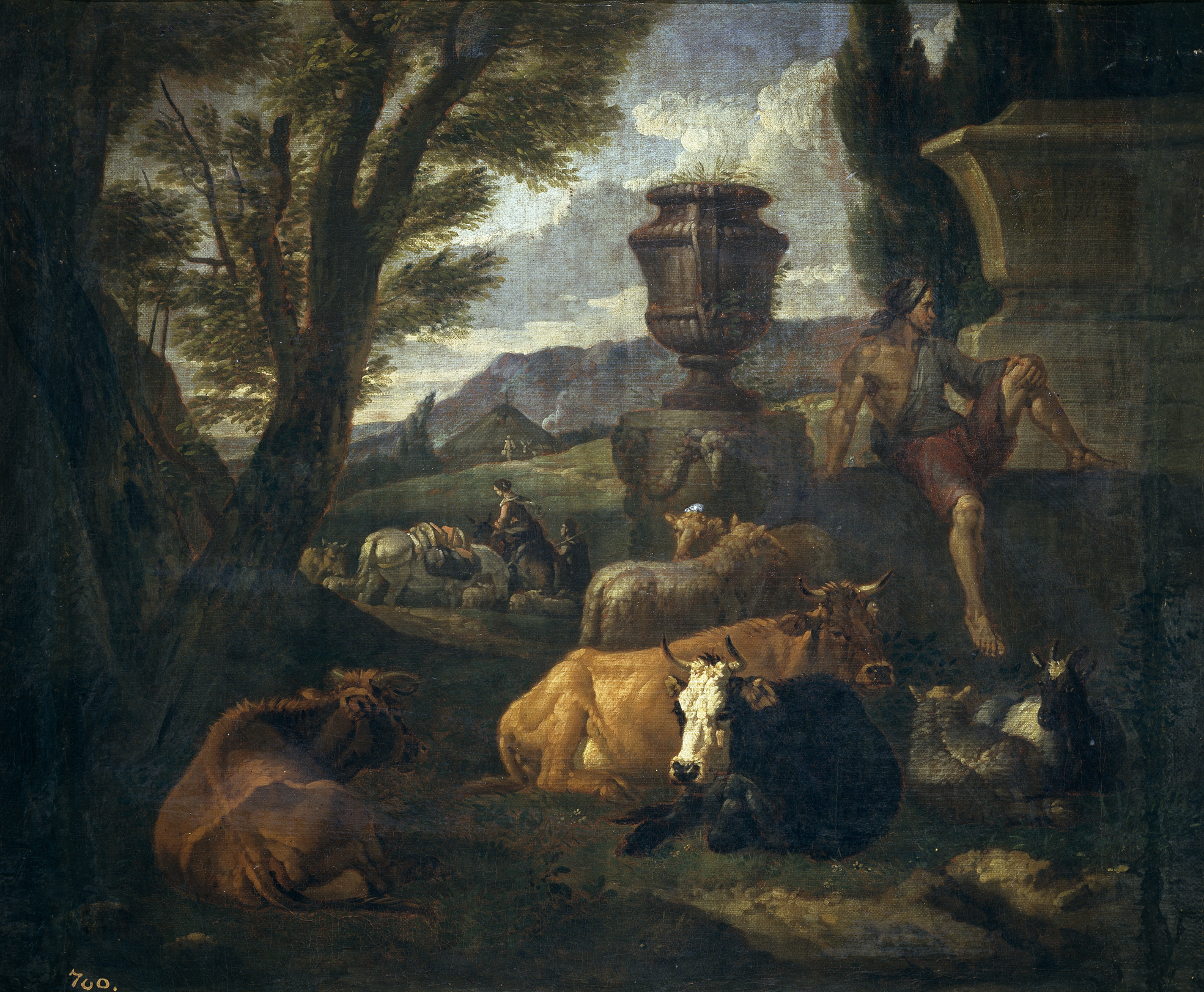
Paisaje romano (el campo Vacino de Roma), óleo sobre lienzo, 47 x 56 cm, Madrid, Museo del Prado.

Pieter van Bloemen, llamado Standaart o Stendardo (Amberes, 1657-1720), fue un pintor barroco flamenco del grupo de los Bentvueghels, especializado en la pintura de paisajes italianizantes y vistas romanas animadas con escenas de caballos de gusto tardobarroco.
Pieter van Bloemen fue el mayor y más distinguido miembro de una familia de artistas, pues sus hermanos Jan Frans y Norbert  van Bloemen siguieron sus pasos en Italia y Francia. Discípulo desde 1667 de Simon Johannes van Douw, fue admitido como maestro en el gremio de pintores de su ciudad natal en 1673. Un año después marchó a Roma donde permaneció hasta 1693, con una interrupción en 1684 para viajar a Lyon con otros pintores holandeses. En Roma se incorporó al grupo de los Bentvueghels, donde era conocido con el sobrenombre Standaart. De vuelta a Amberes, fue nombrado decano de la guilda o gremio de San Lucas en 1699.
Pintor prolífico, colaboró con otros pintores y principalmente con su hermano Jan Frans, a quien pintó con frecuencia las figuras de sus paisajes, mezcladas con los animales que en su pintura iban a ocupar muchas veces el primer plano, centrando en ellos la atención del espectador, como sucede en los dos cuadros conservados en el Museo del Prado: Caravana y Paisaje romano (el campo Vacino de Roma), procedentes ambos de la colección de Carlos IV.